# Verrucaria aquatilis
Verrucaria aquatilis är en lavart som beskrevs av Mudd. Verrucaria aquatilis ingår i släktet Verrucaria och familjen Verrucariaceae.  Arten är reproducerande i Sverige. Inga underarter finns listade i Catalogue of Life.